# 핑퐁 (만화)
《핑퐁》(일본어: ピンポン 퍈폰[*], Ping Pong)은 일본의 만화가 마츠모토 타이요의 탁구를 소재로 한 만화 및 이를 원작으로 한 동명의 노이타미나 시간대의 애니메이션이다.

## 줄거리
가타세 고등학교에 다니는 페코(호시노 유타카)와 스마일(츠키모토 마코토)이 주인공이다. 페코는 탁구실력이 좋지만 자신의 재능에 자만해 선배들을 깔보기도 한다. 스마일은 절대 웃지 않아서 '스마일'이라는 별명이 붙었다. 과묵하지만 탁구실력은 강하다.
두 사람은 중국인 유학생을 맞이했다고 소문난 츠지도 학원 고등학교의 탁구부에 정찰가서 유학생과 경기를 벌인 페코는 단 1점도 얻지 못하고 패하게 된다.
그 무렵 가타세 고등학교에서는 머리, 눈썹을 민 스킨헤드 고등학생이 스마일을 정찰하기 위해 등장한다. 드래곤이라는 별명인 카이오 학원 고등학교 탁구부의 카자마 류이치였다. 가타세 고등학교 탁구부 고문 코이즈미 조(버터플라이 조)에게 자신의 필승을 단언한다.
그리고 전국체전이 개막한다.

## 유사한 구도가 보이는 다른 작품
- 윤해연의 《민수의 2.7그램》(서유재, 2025)
- 잇시키 미호 원작/미츠구치 나오키 그림, 《워터폴로》